# I legislatura de España
La i legislatura de España (xc desde las Cortes de Cádiz) comenzó el 23 de marzo de 1979 cuando, tras la celebración de las elecciones generales, se constituyeron las Cortes Generales, y terminó el 31 de agosto de 1982, con la disolución de las mismas. Le precedió la legislatura constituyente y le sucedió la ii legislatura.
La Unión de Centro Democrático obtuvo mayoría simple en el Congreso de los Diputados. Adolfo Suárez fue investido presidente del Gobierno y formó su tercer Gobierno. Dimitió el 29 de enero de 1981. Su sustituto al frente del ejecutivo fue Leopoldo Calvo-Sotelo, en cuya sesión de investidura se produjo el fallido golpe de Estado del 23 de febrero de 1981. Fue la primera legislatura tras la proclamación de la Constitución española.

## Inicio de la legislatura

### Elecciones generales
La Constitución española se promulgó el 29 de diciembre de 1978 con la publicación de la misma en el Boletín Oficial del Estado. En cumplimiento de la disposición transitoria octava de la Constitución, se disolvieron las Cortes y se convocaron las elecciones generales de 1979 a través del Real Decreto 3073/1978, de 29 de diciembre.
Los resultados de estas primeras elecciones generales constitucionales dieron la victoria a Unión de Centro Democrático (UCD) con una mayoría simple de 168 escaños, seguido del Partido Socialista Obrero Español (PSOE) con 121 escaños. El Partido Comunista de España (PCE) obtuvo 23 escaños y Coalición Democrática (CD) obtuvo 10 escaños.

### Investidura

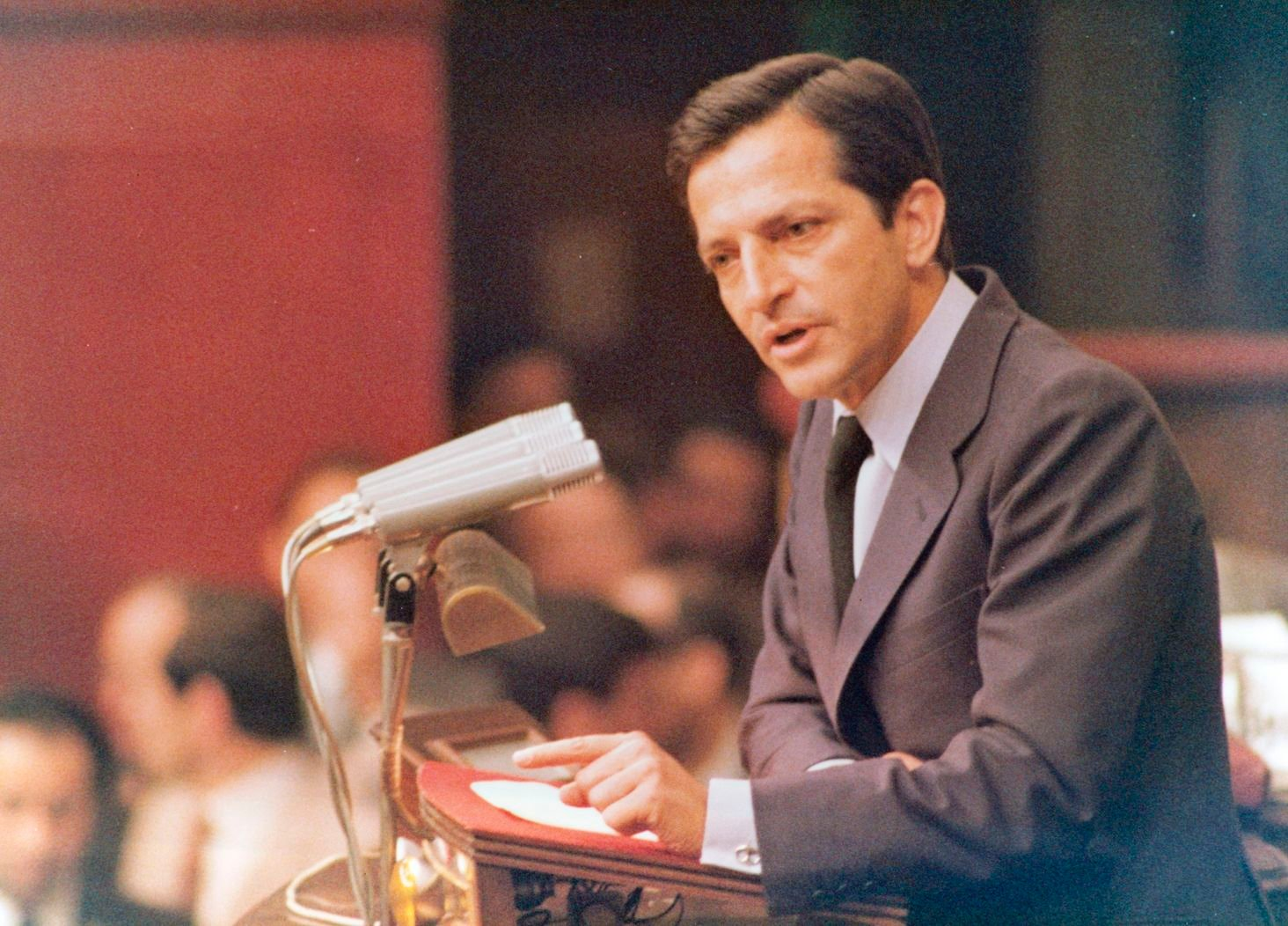
Discurso de investidura de Adolfo Suárez el 30 de marzo de 1979

Entre el 24 y el 28 de marzo de 1979, el rey Juan Carlos I realizó una ronda de consultas con los representantes de los partidos parlamentarios para buscar un candidato a presidente del Gobierno. Al término de la misma, el rey propuso a Adolfo Suárez como candidato. La mesa del Congreso de los Diputados acordó celebrar la sesión de investidura el 30 de marzo.
Adolfo Suárez expuso en el Congreso de los Diputados el programa del Gobierno que pretendía formar, y solicitó la confianza de la Cámara. El candidato señaló como una de las grandes coordenadas de su política general el desarrollo constitucional. El presidente del Congreso de los Diputados, Landelino Lavilla, prohibió la celebración del debate de investidura. Adolfo Suárez fue investido como presidente del Gobierno por mayoría absoluta gracias al apoyo de los diputados de UCD, CD, PSA, PAR y UPN.
| Candidato     | Fecha                                                    | Voto |     |     |    |   |   | UN |   |   |   |   |   |   |   |   | Total   |
| ------------- | -------------------------------------------------------- | ---- | --- | --- | -- | - | - | -- | - | - | - | - | - | - | - | - | ------- |
| Adolfo Suárez | 30 de marzo de 1979 Mayoría absoluta requerida (176/350) | Sí   | 168 |     |    | 8 |   |    | 5 |   |   |   |   |   | 1 | 1 | 183/350 |
| Adolfo Suárez | 30 de marzo de 1979 Mayoría absoluta requerida (176/350) | No   |     | 116 | 23 |   |   | 1  |   | 6 |   | 1 | 1 | 1 |   |   | 149/350 |
| Adolfo Suárez | 30 de marzo de 1979 Mayoría absoluta requerida (176/350) | Abs. |     |     |    |   | 8 |    |   |   |   |   |   |   |   |   | 8/350   |
| Adolfo Suárez | 30 de marzo de 1979 Mayoría absoluta requerida (176/350) | Aus. |     | 5   |    | 1 |   |    |   | 1 | 3 |   |   |   |   |   |         |

## Economía
España enfrenta una grave crisis económica. En agosto de 1979, el Gobierno presentó su plan económico, y en julio, decretó la ampliación de la energía nuclear. 
El número de cotizantes a la Seguridad Social era similar al de 1973. Para el año 1980, se aprobó una ley básica de empleo.
En 1982, se inició la reconversión de la siderurgia. Este sería el primer paso de la reconversión industrial que se llevó a cabo en el país a lo largo de la década de los 80, con el gobierno socialista de Felipe González.

## Política interior

### Terrorismo
Se produce un gran incremento del terrorismo y el 29 de octubre se aprobó una nueva ley antiterrorista. En febrero, Juan Carlos I realizó una visita al País Vasco.
El 26 de mayo de 1979 la explosión de una bomba en la cafetería California, 47, de Madrid, provoca ocho muertos y cerca de cuarenta heridos. El atentado es atribuido por error a los GRAPO. 
El 11 de noviembre de 1979 el diputado de UCD Javier Rupérez es secuestrado en Madrid por la organización ETA político-militar, que exige la puesta en libertad de cinco presos vascos y la creación, por el Consejo General Vasco, de una comisión investigadora sobre torturas en el País Vasco.
El 20 de diciembre el Congreso convalida, por un solo voto de diferencia, el Decreto-ley que prorroga la Ley Antiterrorista, considerada anticonstitucional por algunos grupos parlamentarios.
El 23 de mayo de 1981, un comando asalta el Banco Central de Barcelona y toma como rehenes a más de doscientas personas. Los asaltantes exigen la liberación de varios procesados en el sumario del 23-F. El día 24 finaliza el asalto al Banco Central de Barcelona con un balance de un muerto y diez detenidos.
El 9 de julio de 1981 los miembros del GRAPO, Sánchez Casas y Rodríguez García, son condenados a doscientos setenta años de cárcel por su intervención en el atentado de "California 47" en Madrid.
El 5 de septiembre de 1981, muere en enfrentamiento con la policía en Barcelona el considerado máximo responsable de los GRAPO, Enrique Cerdán Calixto.

### Proceso autonómico
El 18 de diciembre de 1979, se aprueban los Estatuto de Autonomía de Cataluña y el País Vasco. En Cataluña, con una participación del 59,70%, el Estatuto es aprobado por un 88,14% de votos afirmativos. En el País Vasco la participación alcanza el 59,77% y el Estatuto es aprobado por un 90,29% de votos afirmativos. 
El 21 de diciembre de 1980 el referéndum sobre el Estatuto de Autonomía de Galicia, resulta aprobado por un 73,35% de votos afirmativos, con una participación del 28,26% del electorado.
El estatuto de Andalucía generó gran polémica. Se celebra el referéndum de ratificación de la iniciativa autonómica en Andalucía por la vía del artículo 151 de la Constitución. Los votos positivos no alcanzan la mayoría necesaria en Almería y Jaén, mientras que se consigue una mayoría holgada en el resto de las provincias andaluzas. El referéndum de iniciativa autonómica no prospera al no haberse alcanzado la mayoría absoluta de votos afirmativos sobre el censo en todas las provincias.
El 20 de octubre de 1981 es aprobado en referéndum el Estatuto de Autonomía para Andalucía con un 89,38% de votos afirmativos. La participación alcanza el 53,49% del censo electoral. 
En 1980, UCD determinó que los estatutos de autonomía aún no establecidos, deberían seguir la vía del artículo 145. A finales del mismo año, el Gobierno concedió facultades tributarias al Gobierno vasco.
Se promulgaron las leyes orgánicas de financiación del proceso autonómico (LOFCA) en 1980 y la de su armonización (LOAPA) en 1982, muchos de cuyos artículos serían posteriormente declarados inconstitucionales. Se creó también el Fondo de compensación interterritorial.
Entraron en vigor los Estatutos de Autonomía de Asturias y Cantabria el 1 de febrero de 1982, Estatuto de Autonomía de la Comunidad Valenciana, Murcia y La Rioja el 16 de julio y los de Aragón, Castilla-La Mancha, Canarias y Navarra el 16 de agosto.

## Medidas sociales
El 20 de diciembre de 1979, el Congreso aprueba el proyecto de Ley del Estatuto de los Trabajadores.
El 23 de septiembre de 1980, el Congreso aprueba la Ley Básica de Empleo, con las críticas de los Secretarios Generales de las centrales sindicales UGT y CC.OO.
El 22 de junio de 1981 el Congreso de los Diputados aprueba el proyecto de Ley de Divorcio.

## Educación, cultura y religión
Cabe destacar la celebración en España de la Copa Mundial de Fútbol de 1982. La selección italiana salió victoriosa. La selección española fue eliminada en la segunda ronda.
El viaje de Juan Pablo II a España se retrasó al final de la legislatura para que no interfiriera en las elecciones generales del 28 de octubre de 1982. El Pontífice fue recibido por un gobierno en funciones, presidido por Calvo-Sotelo, tras haberse producido la mayoría absoluta del PSOE.

## Moción de censura
El Partido Socialista Obrero Español presentó una moción de censura contra el presidente del Gobierno y con Felipe González como alternativa. La votación se celebró el 30 de mayo de 1980. A pesar de que Adolfo Suárez logró superar la moción de censura por 166 votos en contra, 152 favorables y 21 abstenciones, su imagen quedó muy deteriorada de cara al público, puesto que el debate del Congreso fue televisado en directo por TVE 1.
| Candidato       | Fecha                                                   | Voto |     |     |    |   |   | UN |   |   |   |   |   |   |   |   | GM | Total   |
| --------------- | ------------------------------------------------------- | ---- | --- | --- | -- | - | - | -- | - | - | - | - | - | - | - | - | -- | ------- |
| Felipe González | 21 de mayo de 1980 Mayoría absoluta requerida (176/350) | Sí   |     | 120 | 23 |   |   |    | 5 |   |   | 1 | 1 | 1 |   |   | 1  | 152/350 |
| Felipe González | 21 de mayo de 1980 Mayoría absoluta requerida (176/350) | No   | 166 |     |    |   |   |    |   |   |   |   |   |   |   |   |    | 166/350 |
| Felipe González | 21 de mayo de 1980 Mayoría absoluta requerida (176/350) | Abs. |     |     |    | 9 | 7 | 1  |   |   |   |   |   |   | 1 | 1 | 2  | 21/350  |
| Felipe González | 21 de mayo de 1980 Mayoría absoluta requerida (176/350) | Aus. |     |     |    |   | 1 |    |   | 7 | 3 |   |   |   |   |   |    |         |

## Dimisión de Adolfo Suárez
El 29 de enero de 1981, Adolfo Suárez presentó al rey Juan Carlos I su dimisión como presidente del Gobierno. La dimisión de Adolfo Suárez ha sido fuente de un minucioso análisis, y la mayoría resalta la deteriorada situación por la que pasaba su partido, que por aquel entonces las discrepancias internas estaban muy presentes a la hora de llevar a cabo las tareas de Gobierno, y a medida que avanzaba la legislatura estas se hicieron más notorias. 
Otros señalan como factor clave la pérdida de apoyo del Rey a Adolfo Suárez, puesto que Juan Carlos I había estado muy presente en la actividad del Presidente del Gobierno, y este estuvo respaldado por el monarca en diversas situaciones. Por último, otros afirman que las presiones de la extrema derecha tuvieron mucho que ver en la decisión de Adolfo Suárez de dejar el Gobierno.

## Investidura de Calvo-Sotelo
Tras la dimisión de Adolfo Suárez, la UCD propuso a Leopoldo Calvo-Sotelo como candidato a Presidente del Gobierno. El 18 de febrero Leopoldo Calvo-Sotelo expuso ante el Pleno del Congreso de los Diputados su programa de Gobierno para obtener la investidura de la Cámara, pero no obtuvo en la primera votación la mayoría necesaria, 176 votos. El viernes 20 de febrero de 1981 se realizó la primera votación de investidura de Calvo-Sotelo, que obtuvo el siguiente resultado.
| Candidato             | Fecha                                                      | Voto |     | PSOE |    |   |   | UN |   |   |   |   |   |   |   |   | GM | Total   |
| --------------------- | ---------------------------------------------------------- | ---- | --- | ---- | -- | - | - | -- | - | - | - | - | - | - | - | - | -- | ------- |
| Leopoldo Calvo-Sotelo | 20 de febrero de 1981 Mayoría absoluta requerida (176/350) | Sí   | 165 |      |    | 3 |   |    |   |   |   |   |   |   |   | 1 |    | 169/350 |
| Leopoldo Calvo-Sotelo | 20 de febrero de 1981 Mayoría absoluta requerida (176/350) | No   |     | 117  | 23 |   |   | 1  | 3 | 7 |   | 1 | 1 | 1 |   |   | 4  | 158/350 |
| Leopoldo Calvo-Sotelo | 20 de febrero de 1981 Mayoría absoluta requerida (176/350) | Abs. |     |      |    | 6 | 9 |    | 1 |   |   |   |   |   | 1 |   |    | 17/350  |
| Leopoldo Calvo-Sotelo | 20 de febrero de 1981 Mayoría absoluta requerida (176/350) | Aus. | 3   | 2    |    |   |   |    | 1 |   | 3 |   |   |   |   |   |    |         |

### Intento de Golpe de Estado
El 23 de febrero, durante la segunda votación de investidura de Leopoldo Calvo-Sotelo se produjo un intento de golpe de Estado: alrededor de doscientos números armados de la Guardia Civil al mando del teniente coronel Antonio Tejero tomaron el Congreso reteniendo al Gobierno y a los diputados. Jaime Milans del Bosch, capitán general de la Tercera Región Militar, tomó la ciudad de Valencia y decretó el toque de queda. Los Secretarios de Estado y los Subsecretarios asumieron la gobernación del país.
Durante la madrugada del 24 de febrero, el Rey dirigió un mensaje a los españoles a través de Radiotelevisión Española, en el que ordenó el mantenimiento del orden institucional votado por el pueblo español. El general Milans del Bosch ordenó la retirada de las tropas de la ciudad de Valencia. Tras 17 horas y el pacto del capó, los miembros del Parlamento fueron liberados. 
El 25 de febrero se volvió a realizar la segunda sesión de investidura. Leopoldo Calvo-Sotelo obtuvo la mayoría absoluta y fue investido presidente del Gobierno. Durante la sesión de investidura se leyó una declaración institucional a favor de la Constitución y la democracia.
| Candidato             | Fecha                                          | Voto |     | PSOE |    |   |   | UN |   |   |   |   |   |   |   |   | GM | Total   |
| --------------------- | ---------------------------------------------- | ---- | --- | ---- | -- | - | - | -- | - | - | - | - | - | - | - | - | -- | ------- |
| Leopoldo Calvo-Sotelo | 25 de febrero de 1981 Mayoría simple requerida | Sí   | 165 |      |    | 9 | 9 |    |   |   |   |   |   |   | 1 | 1 | 1  | 186/350 |
| Leopoldo Calvo-Sotelo | 25 de febrero de 1981 Mayoría simple requerida | No   |     | 116  | 23 |   |   | 1  | 5 | 7 |   | 1 | 1 | 1 |   |   | 3  | 158/350 |
| Leopoldo Calvo-Sotelo | 25 de febrero de 1981 Mayoría simple requerida | Abs. |     |      |    |   |   |    |   |   |   |   |   |   |   |   |    | 0/350   |
| Leopoldo Calvo-Sotelo | 25 de febrero de 1981 Mayoría simple requerida | Aus. | 3   | 3    |    |   |   |    |   |   | 3 |   |   |   |   |   |    |         |

## Relaciones internacionales
El 10 de abril de 1980, el Gobierno conversó con Reino Unido en Lisboa sobre Gibraltar, mientras Francia lideraba la oposición a que España entrase en la Comunidad Económica Europea (actual Unión Europea). 
En abril de 1981, durante un viaje a Alemania, Calvo-Sotelo manifestó su interés porque España se incorporase a la OTAN, lo que fue muy criticado por el PSOE. España subscribió, sin embargo, el ingreso en la OTAN el 30 de mayo.